# Avanhardstadion (Oezjhorod)
Het Avanhardstadion (Oekraïens: Стадіон «Аванга́рд») is een multifunctioneel stadion in Oezjhorod, een stad in Oekraïne.
De architecten van dit stadion zijn Evgeniy Val'ts en Shandor Kavash. Het stadion werd geopend in 1952. Renovaties vonden er plaats in 2005. In het stadion is plaats voor 10.200 toeschouwers. Het stadion wordt vooral gebruikt voor voetbalwedstrijden, de voetbalclub FK Mynaj maakt gebruik van dit stadion.

## Interlands
Op 29 april 1992 speelde het nationale elftal van Oekraïne de eerste officiële interland in dit stadion. De wedstrijd werd gespeeld tegen Hongarije. Het stadion is later zodanig gemoderniseerd dat het ook in de toekomst internationale wedstrijden van het nationale elftal van Oekraïne mag huisvesten.
| Voetbalinterlands | Voetbalinterlands | Voetbalinterlands    | Voetbalinterlands | Voetbalinterlands | Voetbalinterlands |
| №                 | Datum             | Wedstrijd            | Uitslag           | Competitie        | Toeschouwers      |
| ----------------- | ----------------- | -------------------- | ----------------- | ----------------- | ----------------- |
| 1                 | 29 april 1992     | Oekraïne – Hongarije | 1–3               | Vriendschappelijk | 11.000            |